# Juan de Jarava

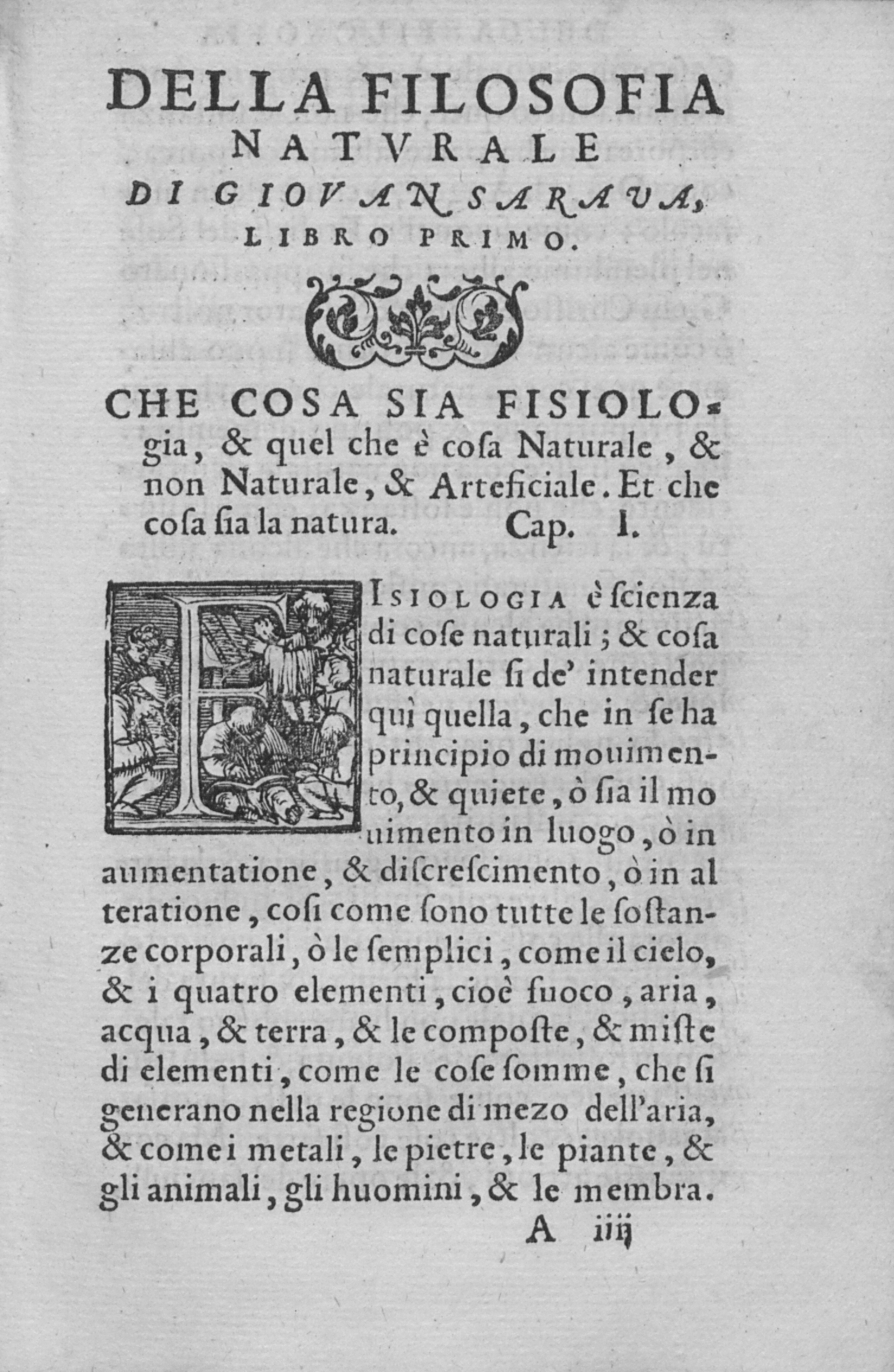
Philosophia natural, 1557

Juan de Jarava fue un médico español de mediados del siglo XVI. Se ignora el lugar del nacimiento de Jarava, como igualmente los pormenores de su vida y muerte.
Es conocido entre los botánicos por la obra que compuso con el título Historia de las Yerbas y Plantas, Antuerpia, 1557, en 8°: historia sacada del Dioscórides de Anazarbus y de otros ilustres autores griegos, latinos, españoles, etc. con las virtudes y propiedades de las plantas a las cuales van unidas sus figuras, en número de 520. 
Los célebres Ruiz y Pavón en su Flora del Perú dan el nombre de jarava a un género nuevo de la familia de la grama, que según dice un biógrafo francés, fue reunido al Stipa. Jarava además de esta obra, había escrito, traducido y publicado las siguientes: 
- Problemas ó Preguntas problemáticas, así de amor, como naturales y acerca del vino, vueltas de latino en castellano, y compiladas de varios autores, a las cuales añadió El Diálogo de Luciano de Icaro-Menippo y otras cosas, Alcalá de Henares: 1546, en 8°
- Traducción de los oficios de la Amistad y de la vejez, de Marco Tulio Cicerón, Antuerpia, 1549
- Las Paradoxas y el sueño de Scipion de Ciceron, id, en 8°
- Una Traducción de los Apotechmas de Erasmo con la tabla de Cebes, id, 1549, en 8* etc.